# Margrethe Agger
Margrethe Winkel Agger (født 13. august 1943 i København) er en dansk tekstilkunstner (billedvæver og grafiker), der har fra 1968 og frem har haft adskillige udstillinger i ind- og udland og udsmykket skoler, rådhuse med mere. Hun er medlem af kunstnersammenslutningen Dansk Gobelinkunst og har siden 1991 undervist på Albertslund Billedskole. Hun er søster til Poul Agger (no).